# Totaalfestival
Het Totaalfestival is een jaarlijks, zesdaags muziekfestival in het centrum van Bladel, dat sinds 1978 in de zomer plaatsvindt. Het Totaalfestival wordt georganiseerd door de Stichting Brood en Spelen. Het festival kent een gratis entree.

## Stichting Brood en Spelen
De stichting draait uitsluitend op vrijwilligers. Naast het dagelijks bestuur zijn er een tiental coördinatoren/bestuursleden die het hele jaar de leiding hebben over het festival.

## Overige activiteiten
Het festival staat niet alleen in het teken van muziek. Ook vervullen theater, kunst en kinderactiviteiten een belangrijke rol binnen het festival. Men probeert op deze manier elke leeftijdsgroep aan te spreken en een gemoedelijke open sfeer te creëren.
Ook zijn er verscheidene jaren korte projecten geweest, zoals de powertoolrace (2009-2010). Deze race, die twee jaar veel publiek trok, stond in het teken van racen met elektrische gereedschappen. In 2013 maakte deze race een doorstart buiten het festival om. 

## Naamsverandering
Tot 2005 stond het festival bekend als de Zomerfeesten van Bladel. Vanaf 2006 werd een andere weg ingeslagen met een nieuwe naam: het Totaalfestival. Met deze naam wilde men zich meer onafhankelijk opstellen. Dit onder meer omdat de Bladelse Zomermarkt in dezelfde periode wordt georganiseerd.

## Programma

### 2009
Roosbeef, Marike Jager, Dio & The Madd, Bob Log III, Rupa & The April Fishes, The Epstein, Lock Nine, Jaune Toujours, Sioen Calling up Soweto, LightFire, Shake That, Firewater, Gurzuf, Moustache, YoungHearts, The Great Bertholinis, Silver Wedding, Nova Borgers

### 2010
Black Box Revelation, Hit Me TV, Daily Bread, Lola Kite, The Charlatans, Def P, Arthur Adam, Mondo Leone, Monks Avenue, Crappy Dog, Bl3nder, Budzillus, Cie l'excuse, Choc Quib Town, Brainstew, Merdan Taplak Orkestar, Lijf On Stage, Dishking, Denvis & The Real Deal, Krach & Die Lui, Lamourgaga, Frunnik en Purkje, Duffhues, Publicist

### 2012
Groundation, Dearworld, Orgel Vreten, Kamchatka, Brazzaville, Ambers Autumn, Jazzsteppa, Ape Not Mice, Mark Lotterman, Antwerp Gipsy DJ Crew ,Blaal Aan Slag, Narasirato, Xamanek, Trashbeatz, Hotter Than Denzell, Matroesjka, DJ Socrates, Machego, David Goo Variety Band

### 2013
White Cowbell Oklahoma, Lilian Hak, Piepschuim, Marinos, Heritage Blues Orchestra, Bongomatik, Hamertje Tik

### 2014
Stuurbaard Bakkebaard, Eefje de Visser, Enge Buren, Tim Vantol, The Soul Snatchers, The Jig, The Silverfaces

### 2015
Ben Miller Band, Blaas Of Glory, Angelo Boltini, Isabelle Amé, Leeways, Maask, Reminder, Sinas, Straight from the Fridge